# Папикян, Омар Иванович

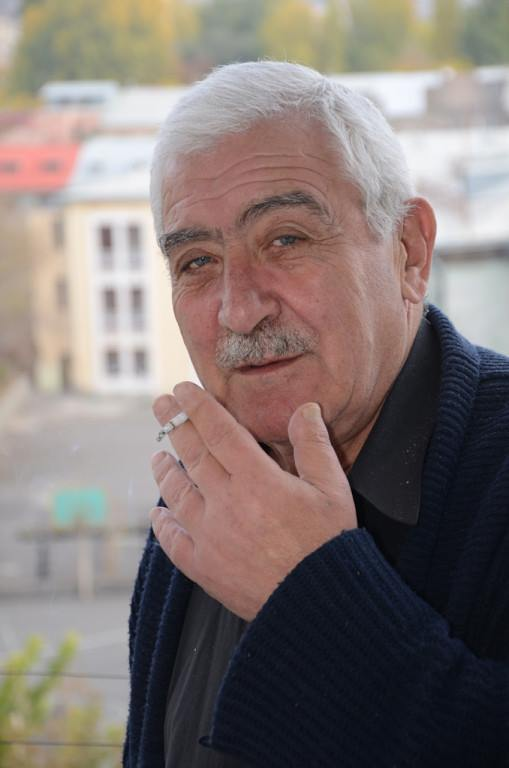

Омар Иванович Папикян (22 августа 1941, Ленинакан - 2 октября 2018, Ереван) — армянский музыкант, тромбонист. Заслуженный артист Армении, профессор Ереванской государственной консерватории имени Комитаса.

## Семья
Супруга Катарине Папикян — альтистка.
Сын Папикян, Ованнес Омарович — гобоист Национального филармонического оркестра Армении, доцент Консерватории.
Сын Папикян, Айк Омарович — бас-тромбонист Национального филармонического оркестра Армении.

## Биография
Родился в Ленинакане (ныне Гюмри), АрмССР. В 1948 г. поступил в музыкальную школу имени Армена Тиграняна (класс фортепиано), В 15 лет был зачислен в военно-духовой оркестр войсковой части № 0921 Ленинаканского пехотного полка под руководством капитана В.Галояна.
За короткий срок освоив игру на теноре, Омар Папикян спустя полгода стал первым тенором оркестра, а через два месяца уже играл на баритоне, извлекая из него бархатные звуки. Был солистом оркестра. О.Папикян оказался единственным в полковом оркестре, кому преподаватель и знаменитый баритонист Мигран Паносян после выхода на пенсию доверил свой инструмент.
По окончании службы поступил в музыкальное училище имени Кара-Мурзы, в класс Арташеса Флджяна, остановив свой выбор на тромбоне. С 3-го курса О.Папикян выступал с концертами по всему Ширакскому региону, за годы учёбы в училище сыграл более 200 шефских концертов. Окончив училище с отличием, поступил в Ереванскую государственную консерваторию имени Комитаса, в класс ведущего тромбониста Армении Виникиоса Оганесяна — ученика знаменитого Константина Ладилова. В консерватории Омар Папикян укрепился и как пианист.

## Деятельность
В 1963 г. О.Папикян, будучи ещё студентом, поступил по конкурсу на работу в симфонический оркестр Оперного театра: это был единственный в его жизни конкурс на вакантное место, впоследствии он получал приглашения выступать в составе ведущих коллективов Армении. В 1964 г. он уже играл и в новосозданном Государственном духовом оркестре Армении под управлением Айказа Месиаяна. С 1966 г., с момента основания Оганом Дуряном Симфонического оркестра Гостелерадио Армении, О.Папикян играл и в его составе в качестве солиста. Омар Папикян — один из основателей Радио-эстрадного оркестра. В 1990 г. был приглашён Лорисом Чкнаворяном в Государственный филармонический оркестр Армении. В составе этого коллектива он побывал на гастролях в городах Европы, США, Канады, удивляя своей игрой искушенную зарубежную публику.
За годы творчества О.Папикян солировал в 63 разных операх и балетах, записал в составе оркестра Гостелерадио множество концертов. В 1978 г. он записал в Москве «Концерт для тромбона с оркестром» Григора Ахиняна — первый армянский концерт для этого инструмента.

## Творческие контакты
Он играл с такими именитыми дирижёрами Армении и зарубежья, как С.Чарекян, Р.Степанян, А.Катанян, М.Малунцян, Р.Мангасарян, Ю.Давтян, О.Дурян, Л.Чкнаворян, Э.Топчян, Джордж Пехливанян и другие. Современные композиторы активно писали для тромбона, услышав, как на нём играет Омар Папикян. Для него сочиняли Эрик Арутюнян, Гагик Овунц, Ашот Бабаян, Эдуард Газарян и другие композиторы.
За 24 года на Радио О.Папикян сделал множество фондовых записей — для всесоюзного и республиканского радио.

## Награды и премии
Лауреат республиканского конкурса «Цвети, моя республика» (1964)
Почётная грамота Всесоюзного ТВ
Медаль «Ветеран труда»
В 1985 г. удостоен звания «Заслуженный артист Армянской ССР»
Золотая медаль мэрии г. Еревана, вручена в связи с 2798-летием Еревана и «За значительный вклад в культурную жизнь города и успехи в музыкальном искусстве»

## Сочинения
Не менее успешно Омар Папикян зарекомендовал себя и как композитор. Его перу принадлежат такие популярные произведения, как «Голубое небо» для трубы, тромбона и духового оркестра, посвящённое Айказу Месиаяну, «Размышление» для тромбона и фортепиано, написанное по следам Спитакского землетрясения, «Вокализ» для флейты и фортепиано, «Вальс-миниатюра» для кларнета и фортепиано, посвящённый Абгару Мурадяну. О.Папикян — автор учебного пособия «Школа игры на тромбоне» для учащихся
средних и высших учебных заведений и научной статьи «Владислав Блажевич — основоположник советской школы тромбона»

## Ученики
Ншан Касманян — 1 премия на Закавказском конкурсе 1985 г.
Агаси Акопян — 2 премия на Закавказском конкурсе 1985 г.
Аристакес Мартиросян — 1 премия на Республиканском конкурсе «Амадеус» 1994 г.